# Guwen Guanzhi

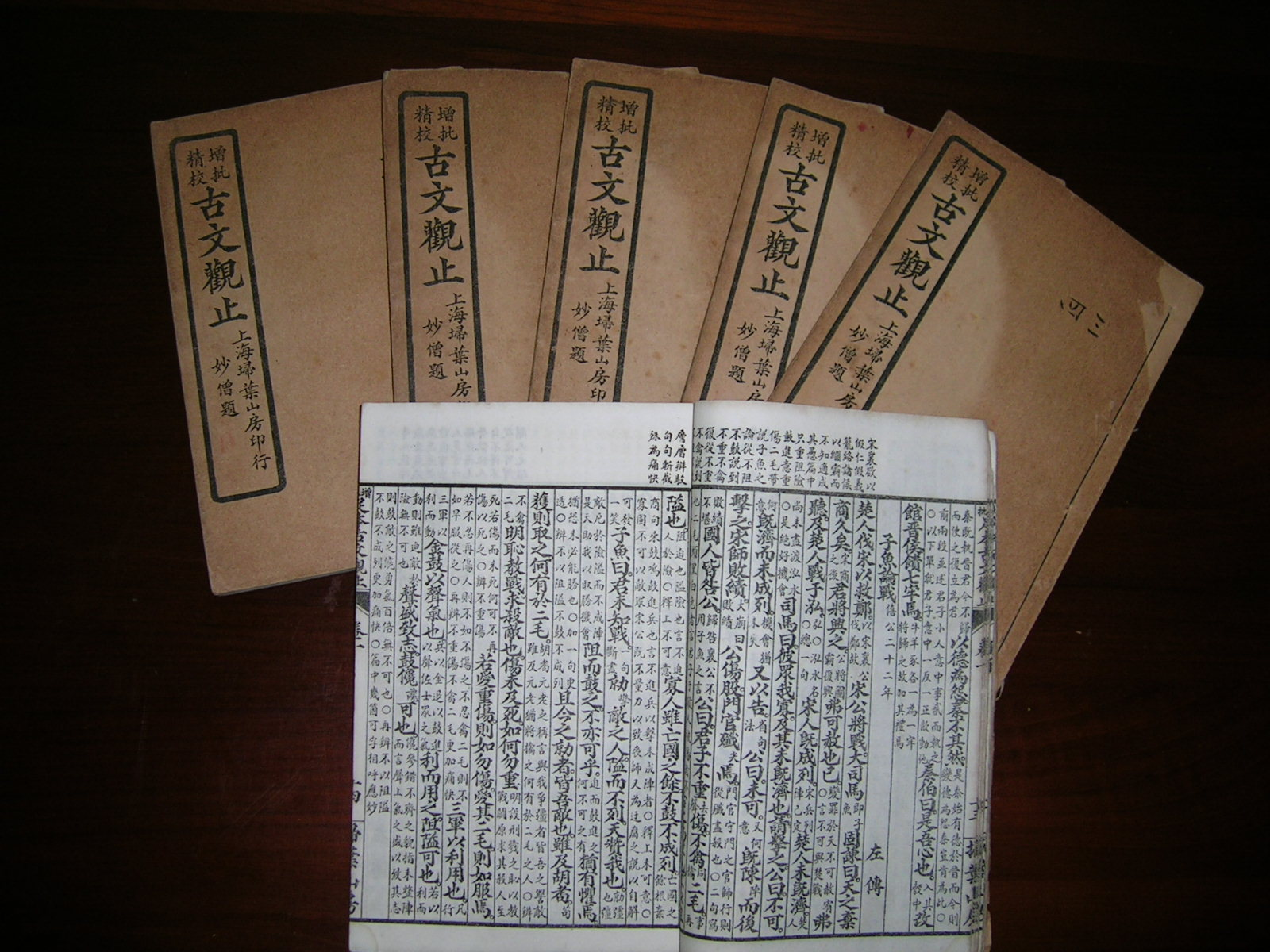
Die 1934 veröffentlichte gebundene Ausgabe des „Guwen Guanzhi“

Guwen Guanzhi (chinesisch 古文觀止) ist eine Anthologie von Essays, die in klassischem Chinesisch verfasst wurden. Sie wurde erstmals während der Qing-Dynastie im Jahr 1695 veröffentlicht. Die Sammlung umfasst mehr als zweihundert Werke aus der Zeit der Zeit der Streitenden Reiche bis zur Ming-Dynastie. Heute wird die Anthologie (ganz oder teilweise) häufig als Pflicht- oder Ergänzungslektüre für literarisches Chinesisch in Schulen in der Großchina-Region, einschließlich Festlandchina, Hongkong, Macau und Taiwan, verwendet.

## Aufbau
Guwen Guanzhi enthält insgesamt 221 Texte. Die Texte sind nach Epochen geordnet, und das Buch bestand ursprünglich aus 12 Bänden (juan, 卷). Die Zusammensetzung ist wie folgt:
- Zhou-Dynastie (1045–221 v. Chr.), Bände 1–3, 56 Texte; aus dem Zuo Zhuan 34 Texte, Guoyu 11, Gongyang Zhuan 3, Guliang Zhuan 2, Liji: „Tangong“ 6
- Qin-Dynastie (221–206 v. Chr.), Band 4, 17 Texte; aus dem Zhan Guo Ce 14 Texte, von Li Si ein Text, zwei Chu Chu ci Gedichte
- Han-Dynastie (206 v. Chr.–220), Bände 5–6, 31 Texte; aus dem Shiji und von Sima Qian 15 Texte; auch Texte aus dem Hanshu, Hou Hanshu, Xinshu und von verschiedenen Schriftstellern einschließlich Zhuge Liang
- Sechs Dynastien (222–589), Band 7, 6 Texte von einem Schriftsteller aus der Westlichen Jin/Shu, zwei aus der Östlichen Jin und einem aus der Südlichen Qi
- Tang-Dynastie (618–907), Bände 7–9, 43 Texte von 9 Schriftstellern
- Song-Dynastie (960–1279), Bände 9–11, 51 Texte von 12 Schriftstellern (alle aus der Nördlichen Song)
- Ming-Dynastie (1368–1644), Band 12, 18 Texte von 12 Schriftstellern

Die meisten Texte sind Prosa, die im „klassischen Stil“ verfasst wurde, auf den sich guwen (古文) bezieht. Die Auswahl umfasst auch drei (oder vier) Stücke in „Parallelprosa“ (die normalerweise nicht als guwen angesehen wird), sowie drei ci- und vier fu-Prosagedichte. Guanzhi (wörtlich „lesen bis zum Ende“) ist ein Idiom, das „unvergleichlich gut; Sahnehäubchen“ bedeutet.
Guwen Guanzhi wurde in erster Linie als praktisches Studienhilfsmittel erstellt. Die Herausgeber vermieden allzu schwierige Texte und machten ihre Erklärungen so klar und prägnant wie möglich. Zur damaligen Zeit waren die Hauptvorteile von Guwen Guanzhi die ideale Größe (in Bezug auf Anzahl und Länge der ausgewählten Texte), die thematische Umfangreichheit der Auswahl, das Fehlen eines allzu moralistischen oder tendenziösen Ansatzes und gute Anmerkungen und Kommentare. Die Themen der Werke umfassen historische Erzählungen, politische Essays, Reiseberichte, Briefe und Notizen. Aufgrund der Vielfalt der ausgewählten Werke, ihrer repräsentativen Qualität, ihrer klaren und prägnanten Sprache sowie ihrer schönen Ausdrucksweise wurde das Buch sofort nach der Veröffentlichung sehr beliebt und gilt bis heute als klassisches Lehrbuch für klassische Prosa. Diese Eigenschaften haben der Anthologie geholfen, über Jahrhunderte hinweg zu überdauern.

## Ursprung
Guwen Guanzhi wurde von Wu Chucai und Wu Diaohou zusammengestellt und bearbeitet, die zur Zeit der Veröffentlichung als Lehrer an einer privaten Dorfschule in Shaoxing tätig waren. Über Wu Chucai (Geburtsname Wu Chengquan 吳乘權, Hofanrede: Chucai, 楚才, 1655–1719) ist wenig bekannt, außer dass er ursprünglich aus Shaoxing stammte und nie Teil der etablierten Literaten wurde. Wu Diaohou (Geburtsname Wu Dazhi 吳大職, Höflichkeitsname: Diaohou, 調侯) war sein jüngerer Neffe.
Wu Chucai begann 1678 in Fujian an der Anthologie zu arbeiten, wo er hingereist war, um als Privatsekretär für seinen Onkel, den hohen kaiserlichen Beamten Wu Xingzuo (吳興祚, 1632–97), zu arbeiten. Sein Neffe schloss sich ihm später bei der Arbeit an.
Die Anthologie wurde ursprünglich in zwei Ausgaben veröffentlicht. Die erste Ausgabe im 34. Jahr der Herrschaft des Kangxi-Kaisers (1695, Druckort unbekannt) enthält das Vorwort von Wu Xingzuo, das in der zweiten Ausgabe von 1697 durch das Vorwort von Wu Chucai und Wu Diaohou ersetzt wurde. Die Ausgabe von 1697 enthielt auch einige Korrekturen und Änderungen an den Anmerkungen und Kommentaren, war aber ansonsten von geringerer Qualität als die erste Ausgabe. Nur die erste Ausgabe diente als Grundlage für alle folgenden Ausgaben (durch zwei Qianlong-Ära-Ausgaben).
Analysen zeigen, dass die Zusammensetzung von Guwen Guanzhi stark auf einer früheren Anthologie basiert, die von einem völlig anderen Herausgeber erstellt wurde. Obwohl oft angenommen wird, dass die „Blaupause“ die „kaiserliche“ Anthologie Guwen yuanjian (古文淵鑑) war, die während der frühen Qing-Dynastie unter der persönlichen Aufsicht des Kangxi-Kaisers erstellt wurde und die Standardkommentare für die Kaiserliche Prüfungen enthielt, hat sich dies als nicht zutreffend erwiesen. Stattdessen stammen fast 90 % der Texte in Guwen Guanzhi aus einer anderen Anthologie der Qing-Ära, Guwen xiyi (古文析義), oft Zeichen für Zeichen kopiert. Die Anmerkungen und Kommentare sind jedoch alle unterschiedlich.
Guwen xiyi wurde von Lin Yunming (林雲銘, 1628–97, Fujian) zusammengestellt und herausgegeben. Lin Yunming war ein mittlerer Beamter, der die Metropolprüfung (jinshi) im Jahr 1658 bestanden hatte. Eine frühere Version von Lins Manuskript „soll im Laufe der 'Fujian-Probleme' ... verloren gegangen sein“, was sich auf die Revolte der Drei Feudalherren bezieht. 1674 wurde Lin von den pro-Ming-Rebellen inhaftiert, die wiederum 1675 von den Truppen unter dem Kommando von Wu Xingzuo und anderen besiegt wurden. Guwen xiyi wurde 1682 veröffentlicht.

## Bedeutung des Namens
Der Begriff Gu Wen (古文) stammt aus der Tang-Dynastie, als der Schriftsteller Han Yu die Bewegung für klassische Prosa ins Leben rief, die im Gegensatz zur damals verbreiteten „modernen Prosa“ (骈文) der Sechs Dynastien stand. Die Bewegung zielte darauf ab, den schlichten und freien Stil der Prosa der Vorklassik und der Han-Dynastie wiederzubeleben, die vor allem aus kurzen und prägnanten Sätzen bestand. Han Yu propagierte auch die Idee, dass „Moral mit Literatur einhergeht“ und dass „Literatur die Moral transportiert“, was einen großen Einfluss auf die chinesische Literaturgeschichte hatte. Später wurde „Gu Wen“ zum Synonym für klassische Prosa. Obwohl das „Gu Wen Guan Zhi“ den Namen „Gu Wen“ trägt, schließt es die „moderne Prosa“ nicht aus; einige brillante Beispiele dieser Gattung, wie etwa der „Rhapsodie auf den A-Pang-Palast“, wurden ebenfalls in die Sammlung aufgenommen.
Der Begriff Guan Zhi (觀止) stammt aus dem Abschnitt „Jizi betrachte die Musik der Zhou“ im „Zuo Zhuan“. Jizi, ein Prinzipal aus dem Staat Wu, besuchte den Staat Lu und hörte dort die Musik „Shao Xiao“. Begeistert rief er aus: „Das ist der Höhepunkt des Sehens! Wenn es noch andere Musik gäbe, würde ich nicht wagen, darum zu bitten.“ Der Ausdruck bedeutet, dass „Shao Xiao“ der Gipfel der Musik ist, und nachdem man es gehört hat, braucht man keine weitere Musik mehr zu hören.
Die beiden Wus nannten die Sammlung „Gu Wen Guan Zhi“, was bedeutet, dass die darin enthaltenen Werke das höchste Niveau der klassischen Prosa repräsentieren und dass das Erlernen der klassischen Prosa hier seinen Höhepunkt erreicht.